# Todiaska
Todiaska (ukr. Тодяска) lub Dohiaska (Догяска, więcej zob. niżej) – szczyt górski w paśmie Świdowca w Ukraińskich Karpatach zlokalizowany w rejonie rachowskim obwodu zakarpackiego.

## Geografia
Todiaska położona jest na tzw. Płaju Hłaskułowym (Гласкулова плайка), 40-kilometrowej południowej odnodze odbijającej od głównego grzbietu Świdowca na szczycie oddalonej o 700 m Geryszaski. Wznosi się na wysokość 1761 m n.p.m. (1761,7 m n.p.m.) przy wybitności 45 m i izolacji wynoszącej niewiele ponad 600 m. Od wspomnianej, wyższej o jeden metr Geryszaski oddzielona jest płytkim siodłem oznaczanym w nomenklaturze ukraińskiej jako przełęcz Dohiaska (перевал Догяска, 1725 m n.p.m.). Oba pobliskie szczyty są niekiedy ze sobą utożsamiane (wierzchołek znajdujący się w głównej grani Świdowca bywa opisywany pod jednym z wariantów nazwy Todiaska).
Po zachodniej stronie Płaju znajduje się dolina potoku Serednia Rika, po stronie wschodniej – potoku Kosiwka. Ten ostatni swój początek bierze w jeziorze Heraszaśka (Dohiaska, pow. 2,58 ha). Ku dnu karu polodowcowego, w którym utworzyło się jezioro zbocza Geryszaski i Todiaski opadają ponad 150-metrowymi urwiskami z licznymi wychodniami piaskowca. Na południowy wschód od szczytu, w odległości ok. 900 m znajduje się też drugi, mniejszy stawek – Ozero Jewheniji (Озеро Євгенії, pow. 0,16 ha). Tereny pasterskie na zachód od szczytu określa się jako połoninę Wertep, zaś na południe jako połoninę Wedenieska.
Panorama z Todiaski na pierwszym planie obejmuje liczne szczyty Świdowca (Apecka, Kurtiaska, Unhariaska, Trojaska, Geryszaska, Tatulska, Stih, Żandarmy, Bliźnica). W większej odległości na zachodzie i północnym zachodzie widoczne są pasma Połoniny Borżawskiej (Stoj) i Czerwonej (Syhłański, Menczuł, Klimowa). Dalej, aż po wschód widok obejmuje szczyty Gorganów, częściowo ukrytych za grzbietem Świdowca (Strymba, Popadia, Mołoda, Grofa, Sywula, Gropa, Bratkowska, Czarna Klewa, Doboszanka). Na południowym wschodzie, pomiędzy Stihem a Bliźnicą dostrzec można pasmo Czarnohory (Howerla, Breskuł, Petros, Brebeneskuł, Hutyn Tomnatyk, Pop Iwan). Dalej na południe zaobserwować można też szczyty Karpat Marmaroskich (Toroiaga, Farcăul, Pop Iwan) oraz Gór Rodniańskich (Gârgalăul, Pietrosul Rodnei, Țapului) i Gór Țibleș (Bran).

## Ekologia i turystyka
Geryszaska znajduje się ok. 2200 m od granic Karpackiego Rezerwatu Biosfery; bliższe okolice szczytu nie podlegają żadnej formie ochrony przyrody pomimo apeli środowisk naukowych podejmowanych w tym kierunku w drugiej dekadzie XXI wieku.
Todiaska nie znajduje się na trasie żadnego znakowanego pieszego szlaku turystycznego, niemniej od południa Płajem Hłaskułowym prowadzi szlak rowerowy „Steżkamy Opryszkiw” (Ścieżkami Opryszków), który biegnie dalej w kierunku Geryszaski.

## Nazwa
Współcześnie w języku ukraińskim nazwa szczytu zapisywana jest w wielu odmianach. Często spotykany jest wariant Dohiaska (Догяска), choć występują też wersje Todiaska (Тодяска), Dodiaska (Додяска) czy Dogiaska (Доґяска).
Na urzędowej mapie austriackiej z 1905 roku nazwę szczytu zapisano jako Todiaska. W okresie międzywojennym oficjalna mapa czechosłowacka z 1919 roku notowała tożsamą nazwę Todiaska, a z 1933 doku – Dodjáska. Polska mapa WIG z roku 1935 uzupełniała ją w nawiasie o dodatkową nazwę Todiaska. W publikacjach o tematyce turystyczno-krajoznawczej wydawanych w języku polskim od początku XX wieku używano nazwy Todiaska (ew. Todjaska).

## Galeria

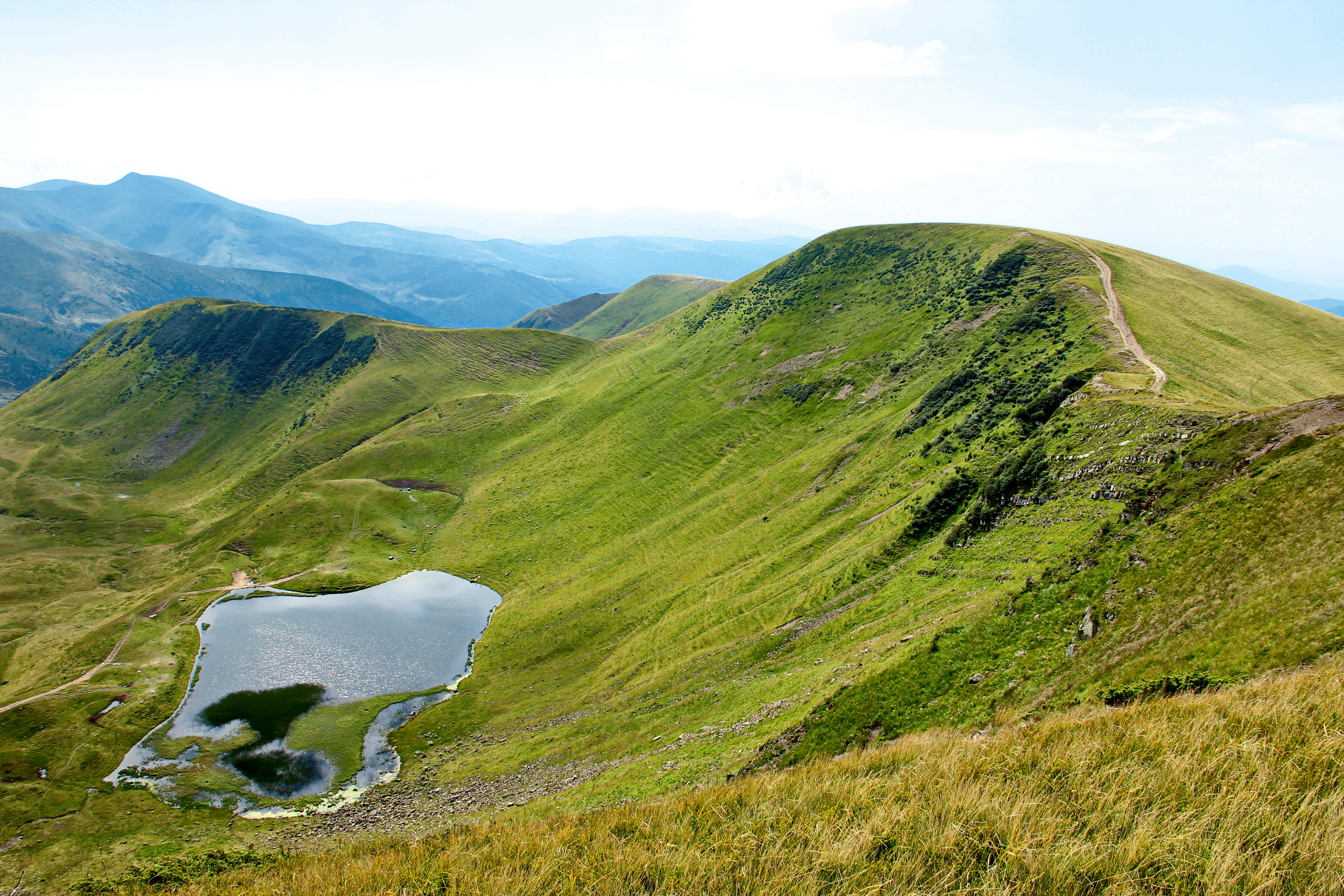
Todiaska i jezioro Heraszaśka
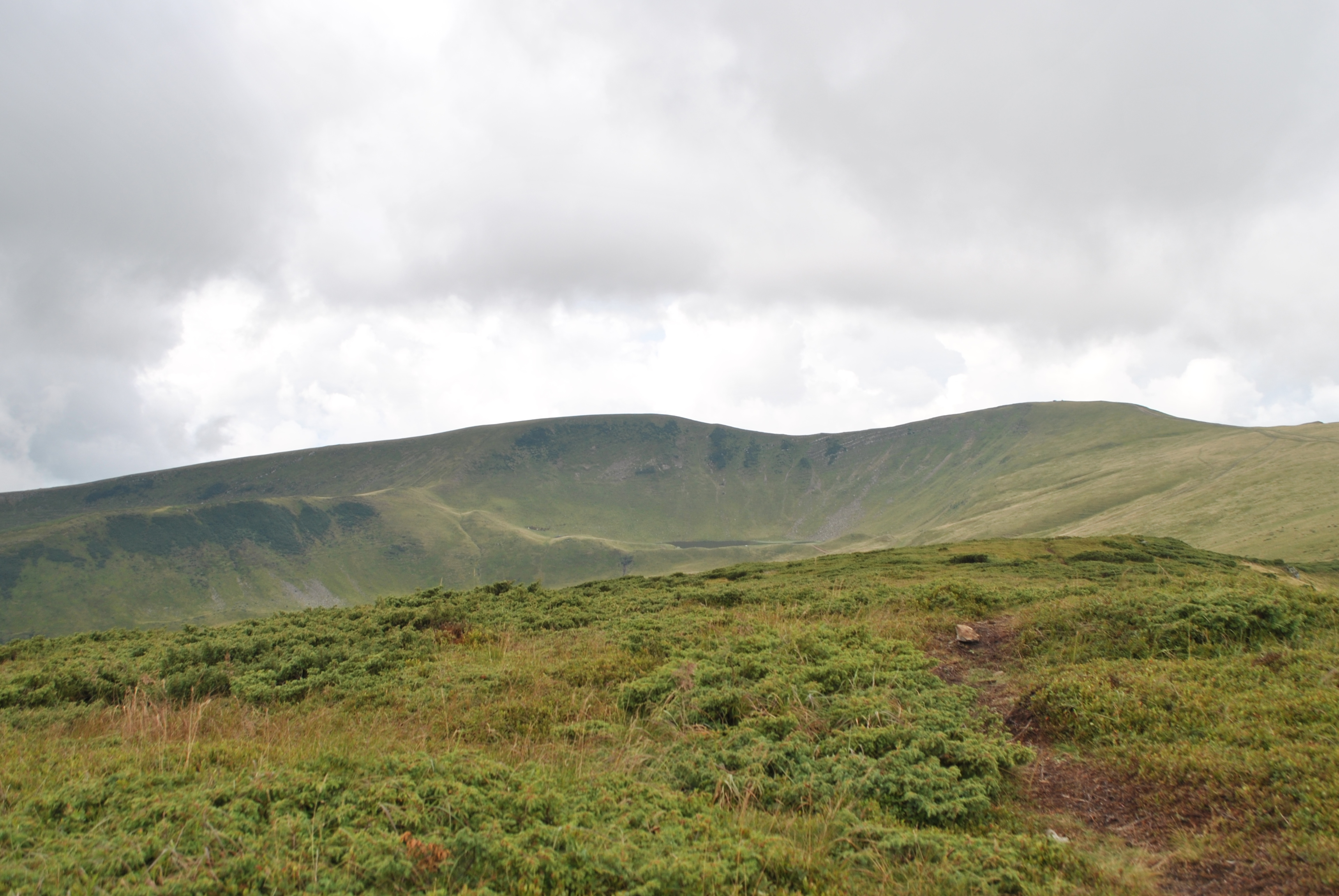
Todiaska (po lewej) i Geryszaska
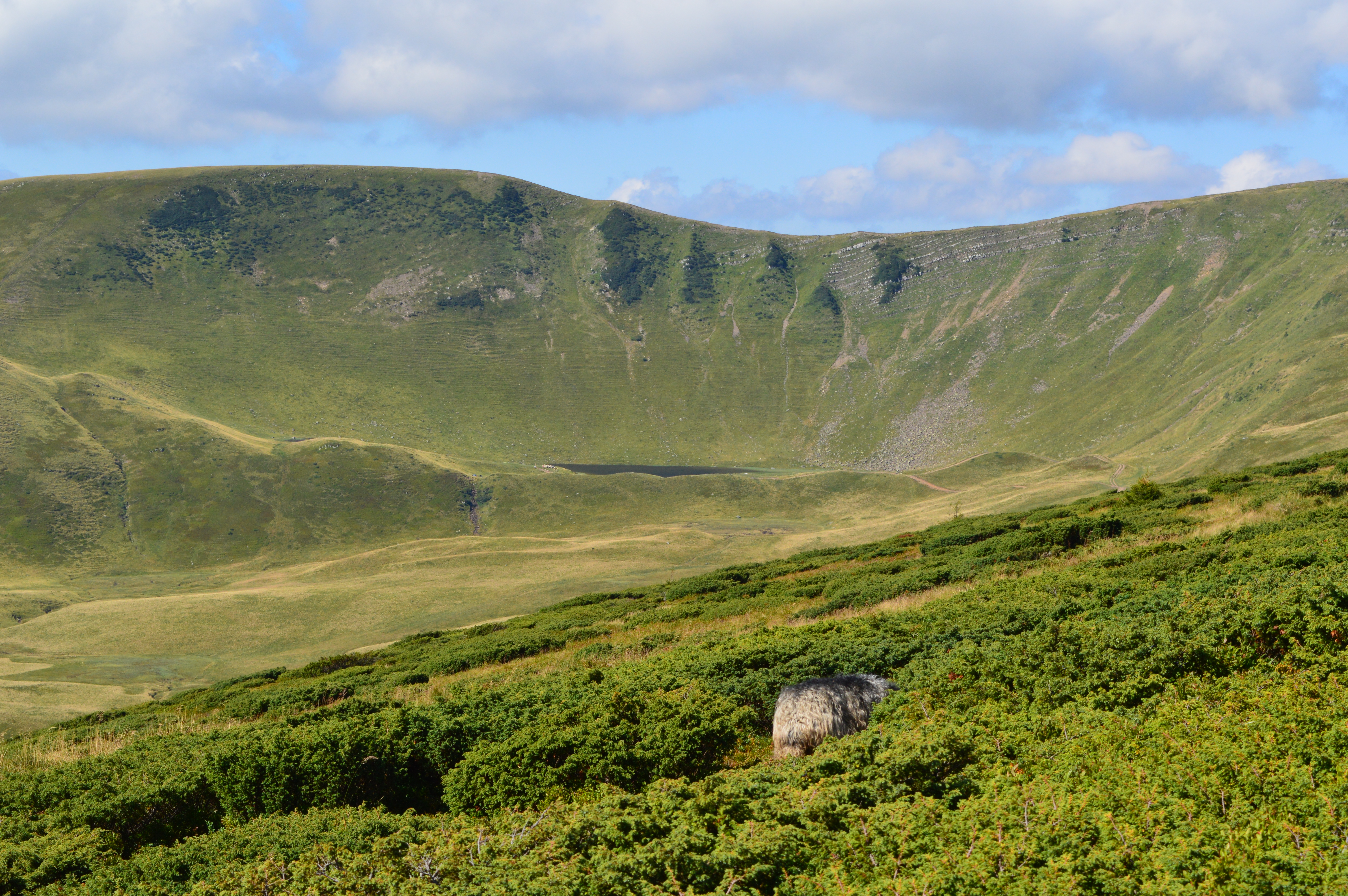
Kocioł jeziora Heraszaśka i przełęcz między Todiaską i Geryszaską